# Mrtvi dvig
Mŕtvi dvíg se nanaša na dvigovanje mrtve teže (uteži brez giba), na primer uteži, ki ležijo na tleh. To je ena redkih standardnih vaj z utežmi, pri kateri se vsa ponavljanja začnejo z mrtvo težo. V večini drugih dvigov obstaja ekscentrična (spust uteži) faza, ki ji sledi koncentrična (dviganje uteži) faza. Med temi vajami se v raztegnjenih mišicah in tetivah v ekscentrični fazi shrani majhna količina energije.
Pri izvajanju mrtvega dviga lahko dosežemo več položajev, ki vključujejo običajni mrtvi dvig, počep in sumo mrtvi dvig.
Čeprav ta vaja uporablja boke in noge kot primarno gibalo, jo lahko enakovredno štejemo za vajo hrbta.

## Pogoste napake
Med izvajanjem mrtvega dviga je nekaj pogostih napak. S potiskom ramen se sprostijo hrbtne mišice, ki stabilizirajo hrbtenico. Ohlapnost je treba dvigniti s palice pred dvigom, tako da najprej stisnete hrbtne mišice in poravnate roke; nato palico gladko dvignite brez sunkov. Ker je cilj mrtvega dviga dvig bokov, se kolena ne smejo upogniti tako globoko, da nastane počep. Če je palica predaleč od mesta dviga, lahko dvig kompenzira z zaokrožitvijo hrbta ali premikom teže na sprednji del stopala. Rezultat obeh je premik uporabljenih mišic in lahko povzroči poškodbe. Zaokroževanje hrbta na splošno je kontroverzno; pogosto je priporočljivo, da je med dvigom hrbet raven, hrbtenica nevtralna. Nekateri ljudje raje rahlo zaokrožijo hrbet; vendar pretirano zaobljen hrbet lahko povzroči nerodno dvigovanje teže in prevelik stres ali pritisk na hrbet, kar lahko povzroči poškodbe. Kolena naj bodo bolj upognjena pri spustu palice, da se ohrani nevtralna hrbtenica.

## Vpletene mišice
Mrtvi divg zmreno deluje na gluteus maximus (Rita mišica), z nadaljnjim delom na kvadricepsu stegnenice, stegenskih mišicah in hrbtenicah erektorja.